# 赤城神社 (前橋市富士見町赤城山)

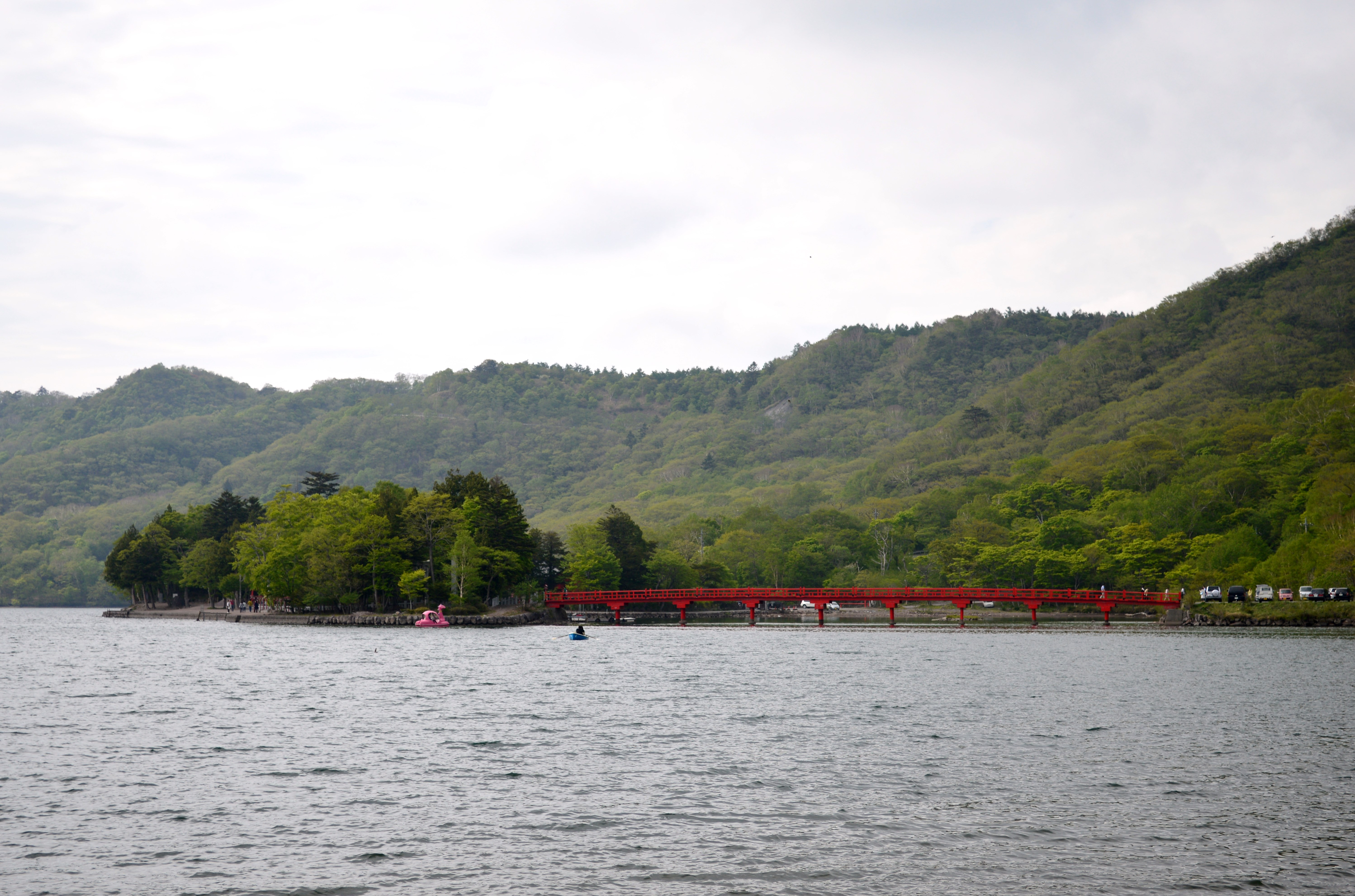
遠景
社地は赤城山頂の大沼 (赤城山)の畔に位置する。

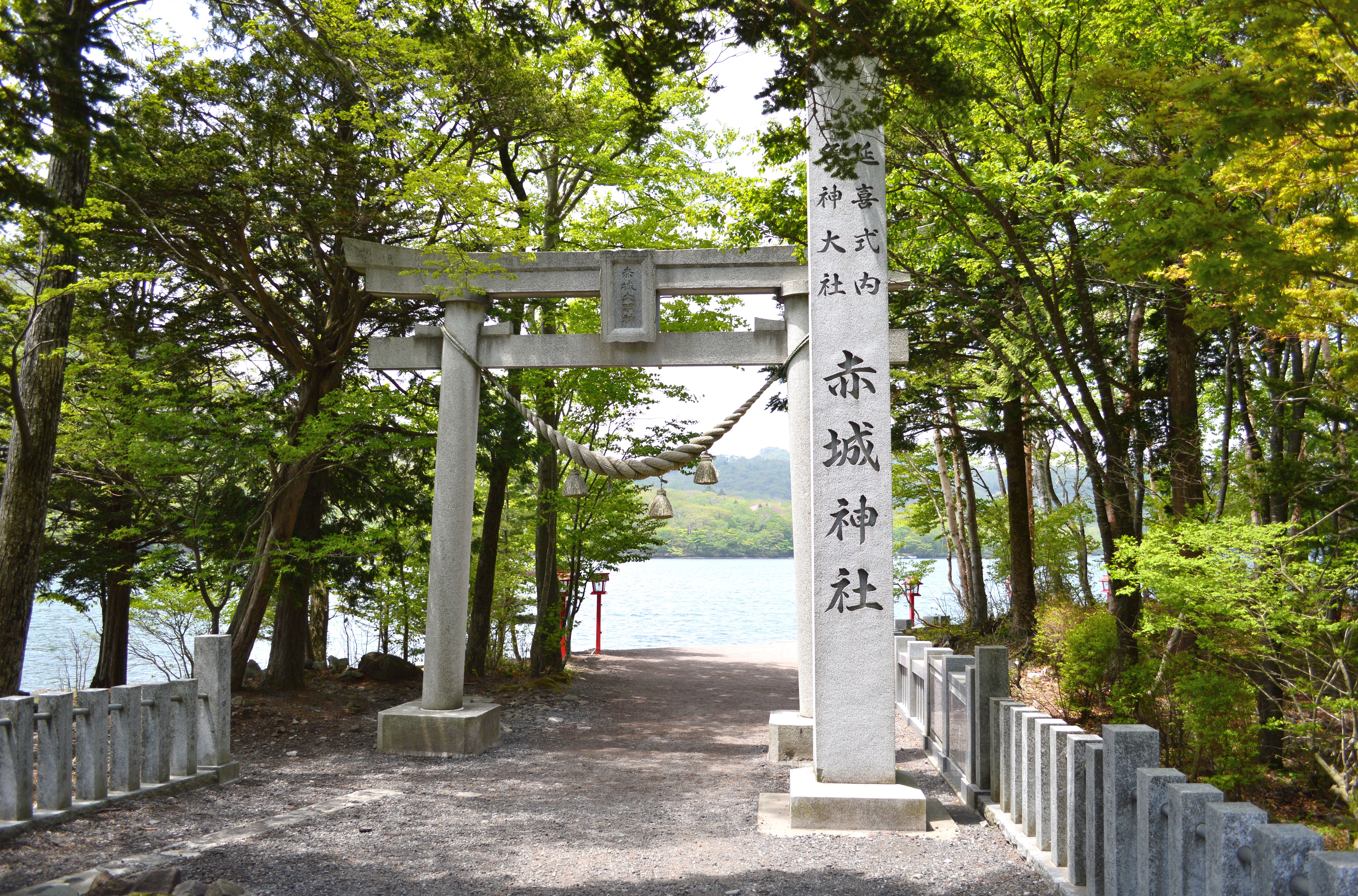
鳥居

赤城神社（あかぎじんじゃ）は、群馬県前橋市富士見町赤城山にある神社。式内社（名神大社）論社、上野国二宮論社。旧社格は村社。
赤城山信仰の神社であり、赤城大明神や豊城入彦命ほか数柱を祭神とし、赤城山と山頂にある湖の大湖（おの）と小湖（この）を御神体としている。
正式名称は赤城神社であるが、他の赤城神社との区別のため「大洞赤城神社（だいどう-）」とも呼ばれる。関東地方を中心として全国に約300社ある赤城神社の、本宮と推測されるうちの1つである。

## 祭神
正殿
- 赤城大明神[4]
- 大国主命（大穴牟遅神）
- 磐筒男神
- 磐筒女神
- 経津主神
- 豊城入彦命[3]

相殿
- 徳川家康公
- 大山昨神
- 建御名方神

御饌殿
- 大宣都比売神
- 保食神
- 豊受大神

御酒殿
- 大物主神
- 豊受大神

小沼宮（豊受神社）
- 倉稲魂神
- 豊受大神

## 歴史

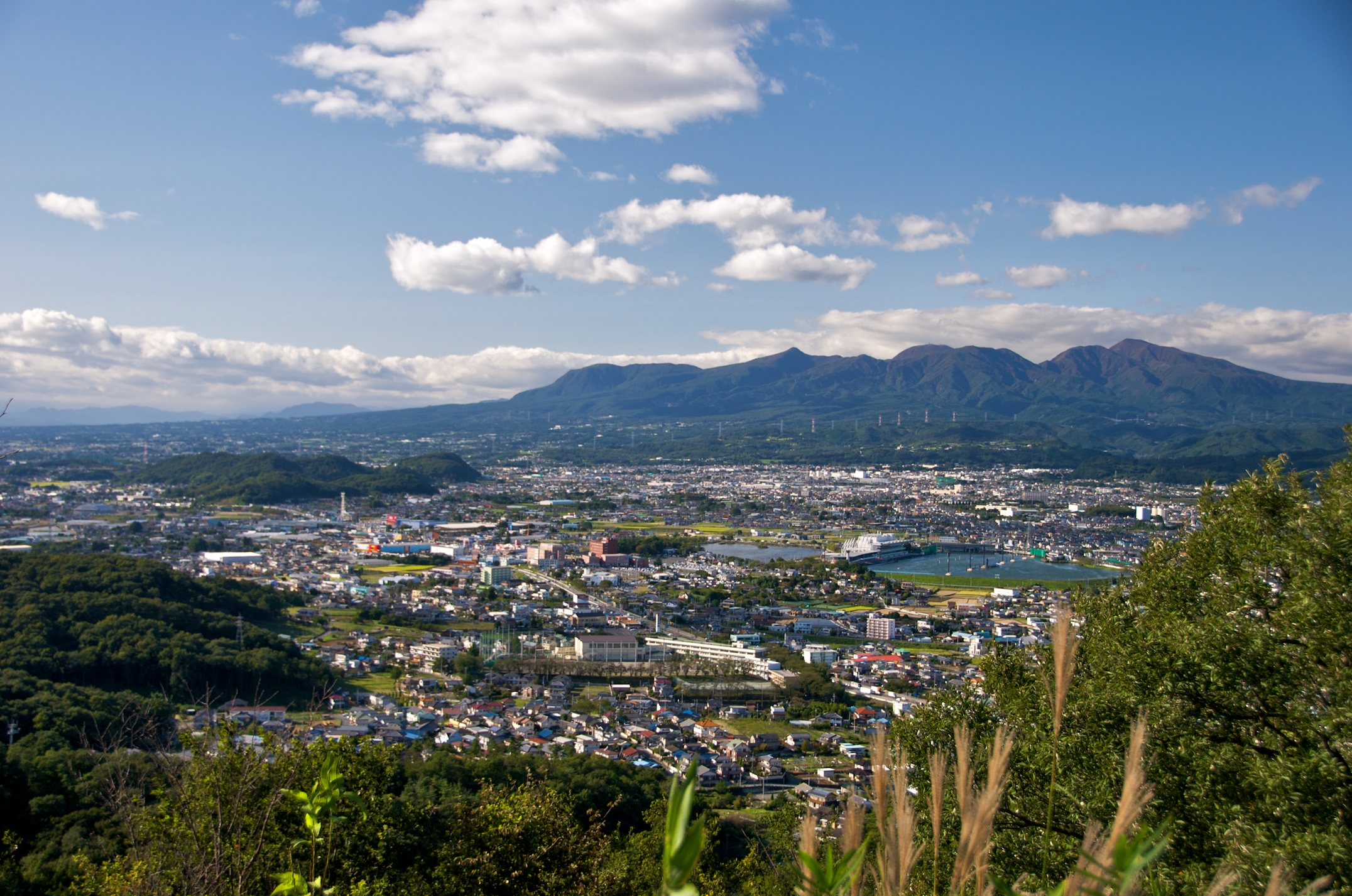
赤城山（祭祀対象）

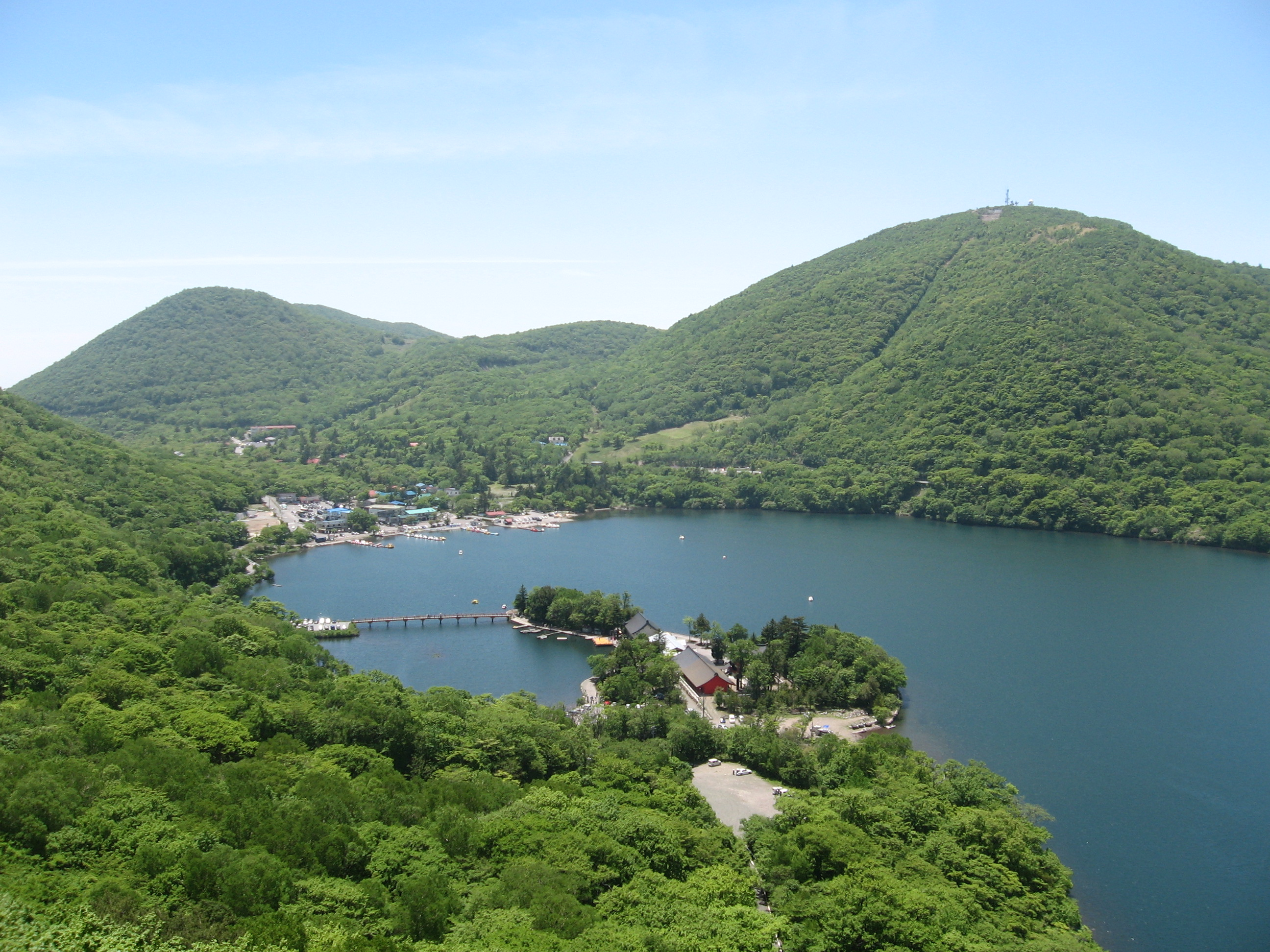
赤城山頂
中央の半島（小鳥ヶ島）に当社。湖左奥の建物のある地が大洞。右奥の山は地蔵岳（神庫山）。

### 創建
創建は不詳。社伝では、豊城入彦命が上毛野を支配することになった際に山と沼の霊を奉斎したという。その後、允恭天皇・用明天皇の時代に社殿を創設したと伝える。
創祀当初は神庫山（ほくらやま：後の地蔵岳）中腹に祀られていたというが、806年（大同元年）、大沼（おの）の南の畔（現在の大洞旧社地）に遷座し、小沼の畔には小沼宮（このぐう：後の豊受神社）が建てられた。その際の年号に因んで神社周辺は「大洞（だいどう）」と呼ばれるようになったといい、通称として「大洞赤城神社」とも記される。ただし「大洞」は「大堂」とも書かれたといい、山頂に堂があったとも伝える。
山の赤城大明神、沼神の赤沼大神として古代から祀られたといい、湖からは古くに祭祀に使われた鏡も発見されている。

### 概史

#### 平安時代から戦国時代
六国史には「赤城神」に対する数度の神階奉授の記録があるほか、平安時代中期の『延喜式神名帳』には名神大社として「上野国勢多郡 赤城神社」の記載があり、その論社とされている。論社には赤城山頂に鎮座する当社のほか、山腹の三夜沢赤城神社、山麓の二宮赤城神社があり、確定していない。
当社は赤城神社の山宮と推定されている。山宮は神仏習合期に修験者が各地の霊山に登り修行の場とし、彼らの信仰の中心地となったことで展開していった。また武家政権の出現は朝廷、国司の権力の低下を意味し、里宮の経済力を衰退させた。この結果、延喜式内社として信仰の中心だった里宮が衰え、山宮と参詣路の中心・中社の勢いが強くなっていく。戦国時代、1576年（天正4年）里宮と推定される二宮赤城神社は、南方氏（北条一門）によって滅亡させられた。ただし当社が唯一の山宮とされるわけではなく、三夜沢赤城神社も二宮に対する山宮とされることもあり、赤城神社の山宮・里宮ははっきりしていない。
南北朝時代の『神道集』には「赤城大明神」に関する説話3話が載せられており、大沼・小沼に祠を祀る記述がある（「赤城神社#神道集」参照）。これが赤城神社の所在地を特定する最古の史料になる。この記述から、同書が書かれた時は沼が祭祀の中心であったとも解される。

#### 江戸時代
大洞赤城神社が歴史上に登場するのは江戸時代になる。1601年（慶長2年）、厩橋（前橋）城主として入封した酒井重忠が鬼門に当たる大洞赤城神社を篤く信仰し、歴代藩主もこれに倣った。重忠は「正一位赤城大明神・赤城神社」の改築を幕府に申し出、その工事を完成したという。次の藩主・酒井忠世は、相殿に徳川家康を祀った。また酒井家により別当が前橋の寿延寺となった。
1641年（寛永18年）、社殿が落雷により全焼したため、酒井忠清により新築された。元来の山岳信仰と東照大権現（徳川家康）の合祀により、将軍家をはじめ諸国の大名の信仰をも集めた。卯月八日の「山開き祭」には、「赤城詣で」として関東一円より多くの参拝者で賑わったという。この時期、幕府保護のもと各地に分社が勧請された。
寛政年間には三夜沢赤城神社と「本社」「本宮」の文言を巡って争った。まず1798年（寛政10年）、三夜沢赤城神社へ正一位を与えていた吉田家に、大洞赤城神社が「正一位」と記載された献額を求めた。この要求に対し吉田家は三夜沢側に問い合わせ、三夜沢側はこれを不可と返答した。しかし翌年、吉田家と対立していた神祇伯白川伯王家が、「上野国総社大洞赤城神社」の額面・「本社」「本宮」と記載された添状を大洞赤城神社へ奉納した。そしてこの額面は、例年前橋で行われていた千住観音御開帳の時に開帳されることになった。三夜沢側は強く反発し、1800年（寛政12年）、大洞赤城神社別当・寿延寺および白川伯王家を相手に開帳差し止めを含んだ訴訟を起こした。領主の川越藩主松平氏が仲裁に入り、当該額面は封印の上で、大洞の例年の御開帳自体は予定通り行われた。しかし論争は終わらず、1802年（享和2年）には三夜沢側が幕府の寺社奉行へ訴え、国許で解決すべしと下げ渡されている。結局、額は内陣へ納め、文言使用を合議で決めるという和議が両者間で成ったのは1816年（文化13年）であった（『宮城村誌』）。

#### 明治以降
明治時代の廃仏毀釈により、寿延寺と切り離され、地元で廃仏毀釈を進めた人々の中から新たに神官を任じた。また三百年以上にわたる赤城山の厳しい気候によって荒廃した社殿の改築が企図される。しかし実現しなかった。明治20年から43年の間に、小沼の豊受神社、小鳥ヶ島の厳島神社、黒檜山頂の高於神社を始めとして、赤城山内数社が合祀された。
また、近代社格制度においては村社に列した。三夜沢・大洞・二宮の三社を合わせて国幣中社にしようとする動きもあったが、終戦により実現はしなかった。
1970年（昭和45年）、現在の小鳥ヶ島（厳島神社跡地）に遷座し、社殿が現存するものへ再建された。この際に小鳥ヶ島の環境を破壊するとして反対運動が起こっている。
2006年（平成18年）大洞御遷宮千二百年祭を機に大修復がなされた。

### 神階
- 六国史に記載される「赤城神」に対する神階奉授の記録（比定には当社以外にも説がある）。
  - 承和6年（839年）6月、従五位下 （『続日本後紀』）
  - 貞観9年（867年）6月20日、従五位上から正五位下 （『日本三代実録』）
  - 貞観11年（869年）12月25日、正五位上 （『日本三代実録』）
  - 貞観16年（874年）3月14日、従四位下 （『日本三代実録』）
  - 元慶4年（880年）5月25日、従四位上 （『日本三代実録』） - 表記は「赤城石神」または「赤城沼神」[10]。
- 六国史以後
  - 長元3年（1030年）頃、正一位 （『上野国交替実録帳』）
  - 正一位 （『上野国神名帳』） - 表記は「赤城大明神」。

## 境内

### 小鳥ヶ島（現社地）
社地は1970年に旧社地の大洞から移され、社殿はその際に建設されたことが、境内の「赤城神社御造成費寄附芳名碑」に記されている。
小鳥が島には、「小鳥が島遺跡」として南北朝時代の経塚遺跡がある。応安5年（1372年）銘の法華経埋納を示す多宝塔下の地中から、銅経筒の残欠と鏡10面が出土した。これら出土した鏡は、神仏習合における信仰を表すものとして、宝塔・経筒残欠とともに群馬県の文化財に指定されている。

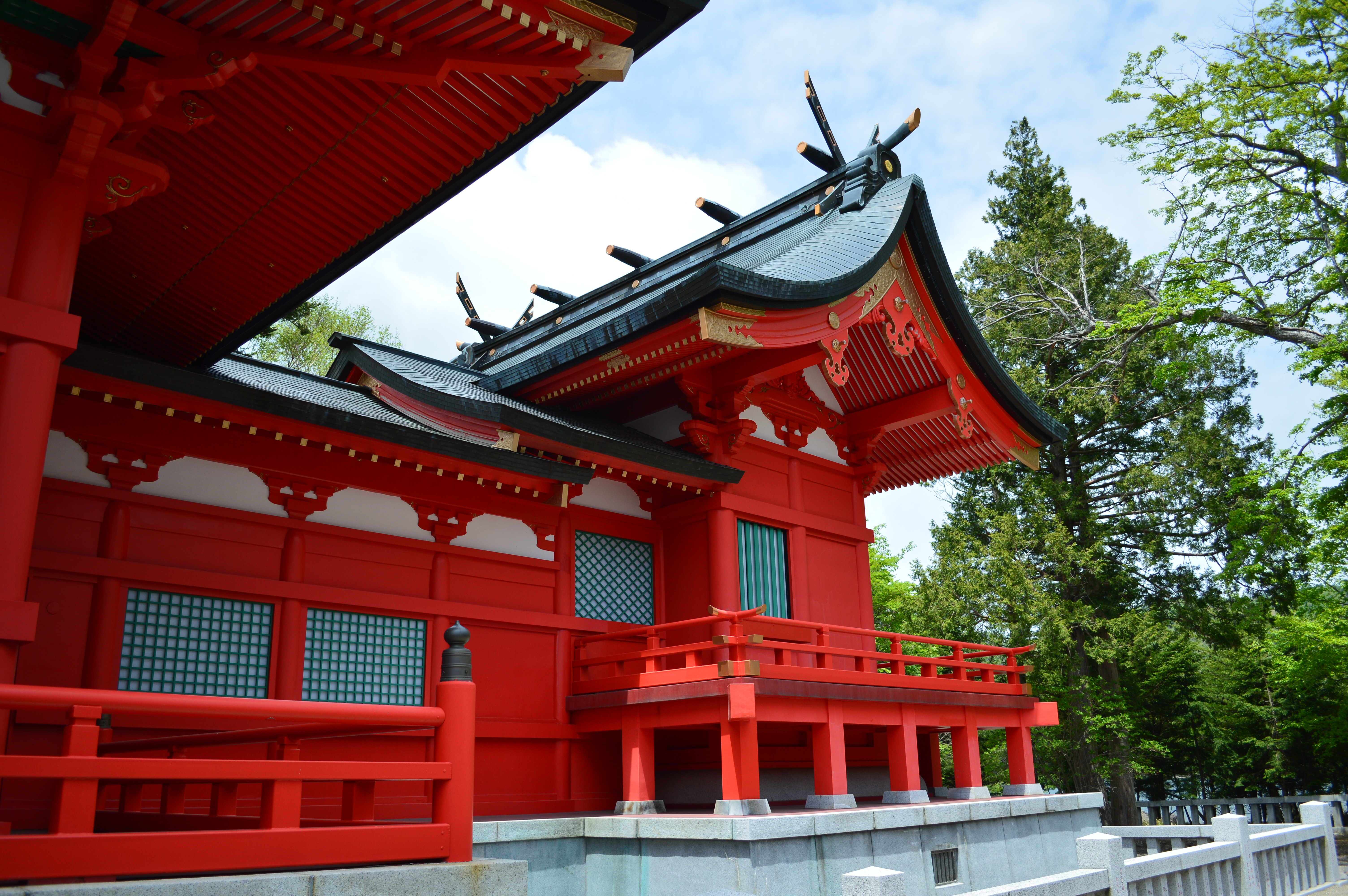
本殿
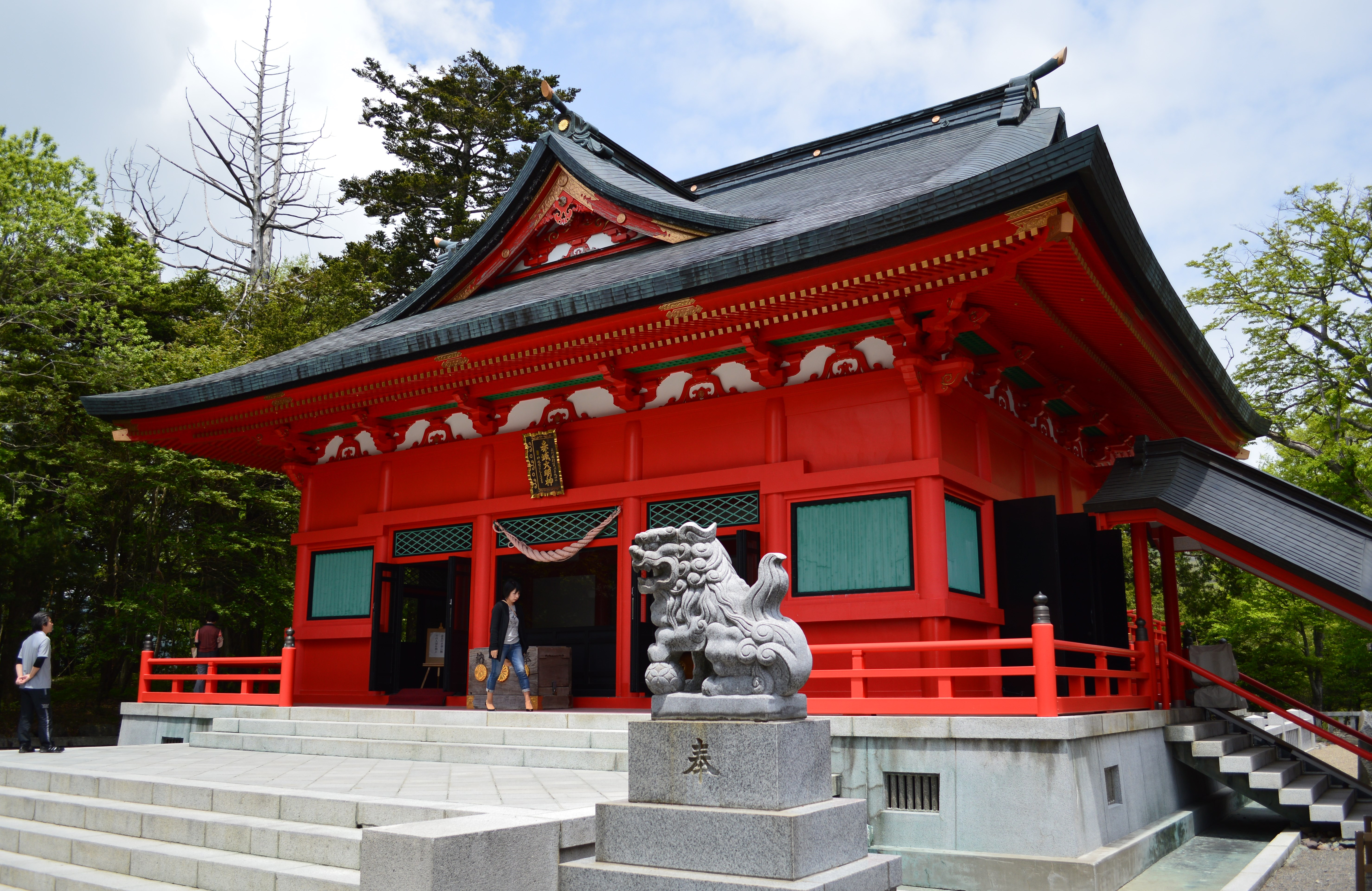
拝殿

### 大洞（旧社地）

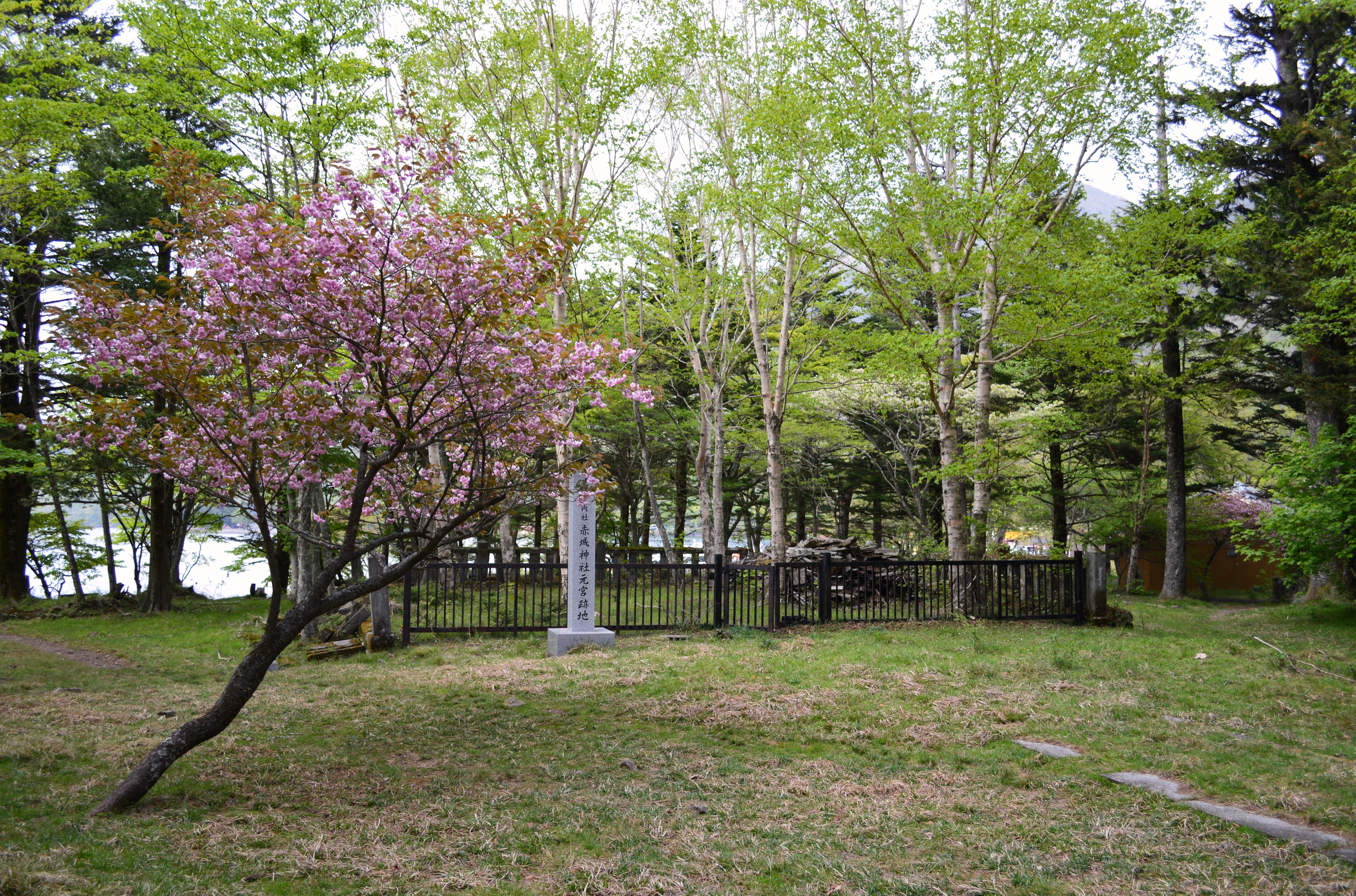
旧社地境内
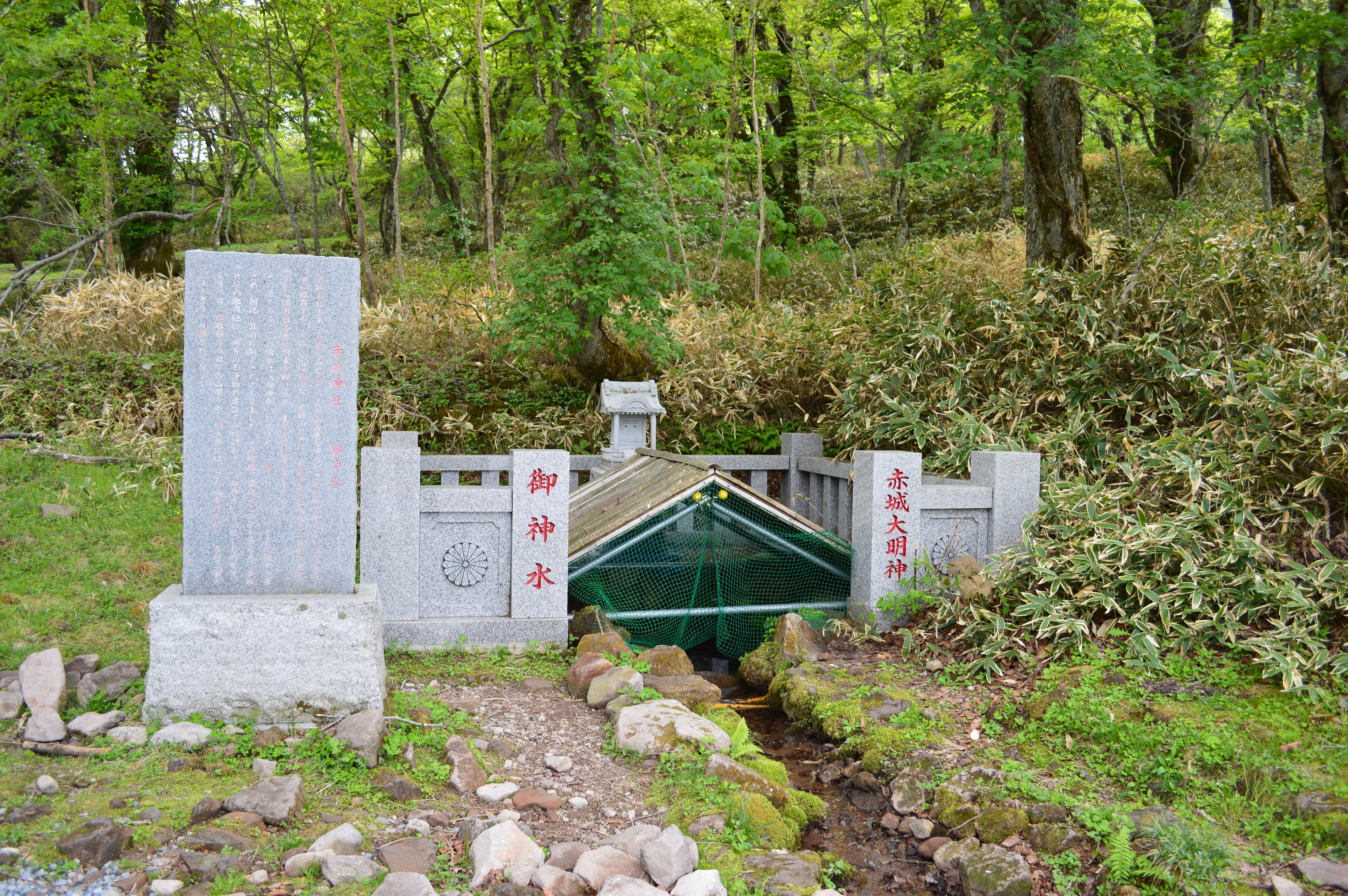
御神水
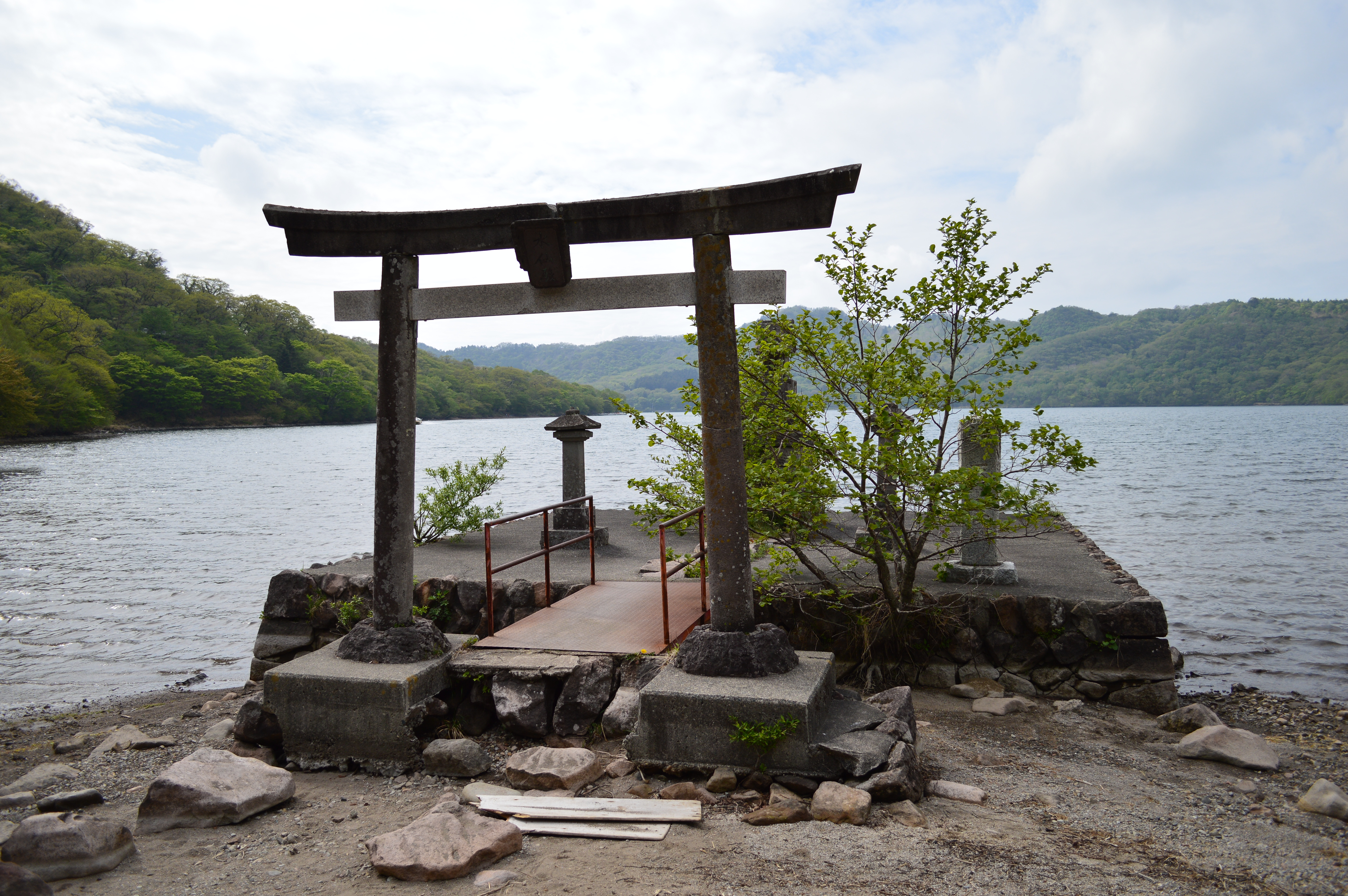
弁天宮
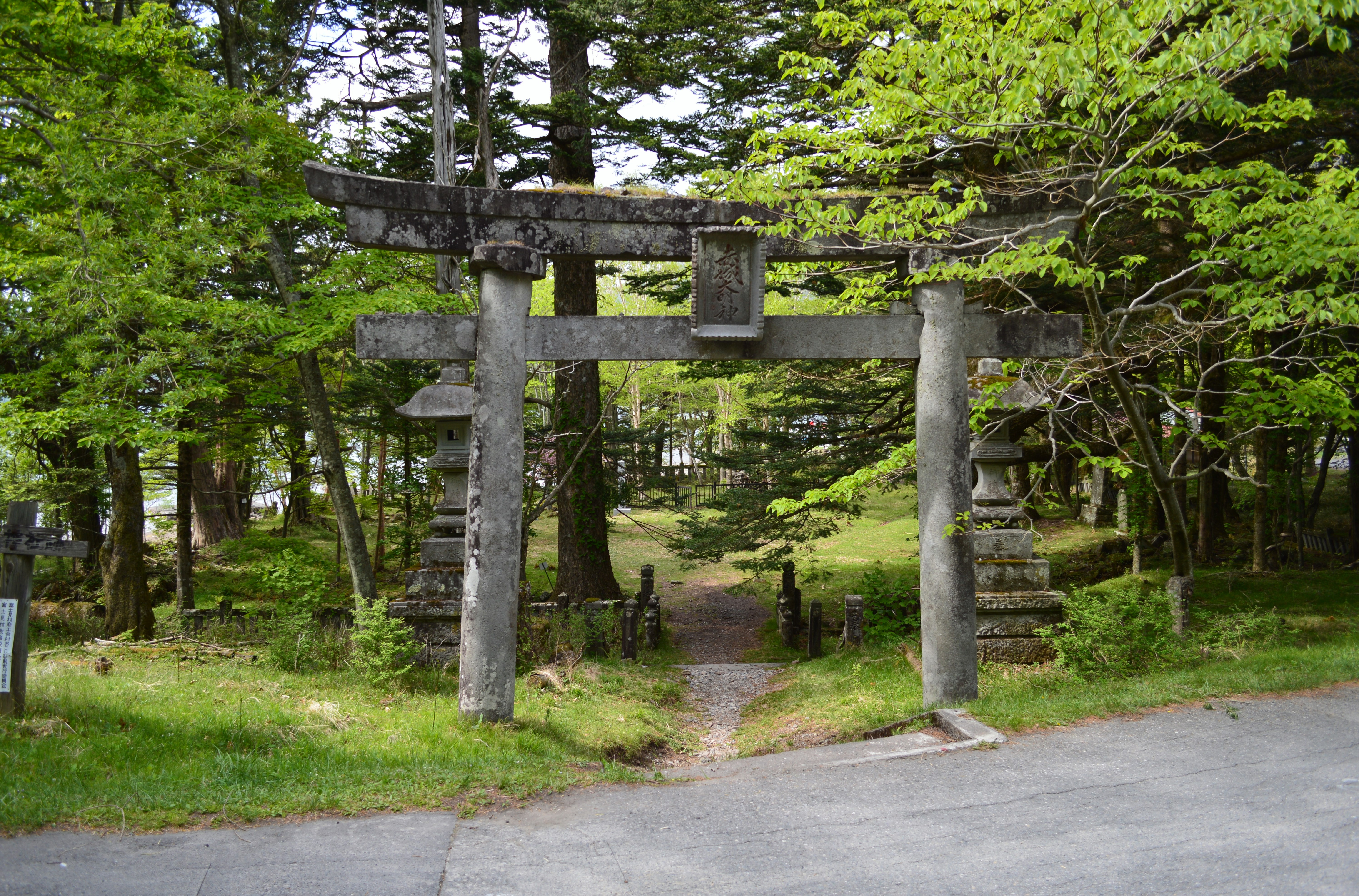
旧社地鳥居

### その他
- 小沼遺跡

小沼底にある納鏡遺跡。遺跡から出土した鏡は平安時代末から江戸時代に及ぶ。
- 大鳥居 （前橋市富士見町小暮、北緯36度26分44.91秒 東経139度05分48.69秒）

山麓の小暮交差点に所在する。高さ21.3m、幅28m。
現在の鳥居が建てられる以前の旧一の鳥居は交差点東北方の小暮神社にある。この鳥居は天明4年（1784年）に登山口に設置された。昭和の赤城有料道路建設に伴い大洞に移築したが風雪が厳しさのため、小暮に戻された。

## 兼務社
- 菅原神社 （前橋市日輪寺町）
- 赤城神社 （前橋市下小出町）
- 神明宮 （前橋市青柳町）
- 赤城神社 （前橋市関根町）
- 愛宕神社 （前橋市川端町）
- 市杵島神社 （前橋市川原町）
- 荒牧神社 （前橋市荒牧町）
- 橘神社 （前橋市田口町）
- 小出神社 （前橋市上小出町）

## 祭事
- 歳旦祭 （1月1日）[15]
- 祈年祭 （2月17日）
- 献花祭 （4月1日）
- 清祓の神事 （5月7日）
- 山開き祭・例大祭 （5月8日）
- 卯月八日祭・鎮花祭（祖霊祭） （旧暦4月8日）
- 神御衣（かんみそ）の神事（孟夏神御衣祭） （6月1日）
- 大祓、道饗祭・鎮火祭 （6月30日）
- 夏祭 （8月第1土曜日）
- 湖水祭（沼神祭・沼鎮めの神事） （8月8日）
- 祖霊祭（鎮魂祭） （8月） - 13日にむかえ祭、16日におくり祭
- 神御衣の神事（季秋神御衣祭） （10月1日）
- 秋祭 （10月体育の日）
- 新嘗祭・神無月祭 （11月23日）
- 師走大祓、道饗祭・鎮火祭 （12月1日）

## 文化財
群馬県指定重要文化財（有形文化財）

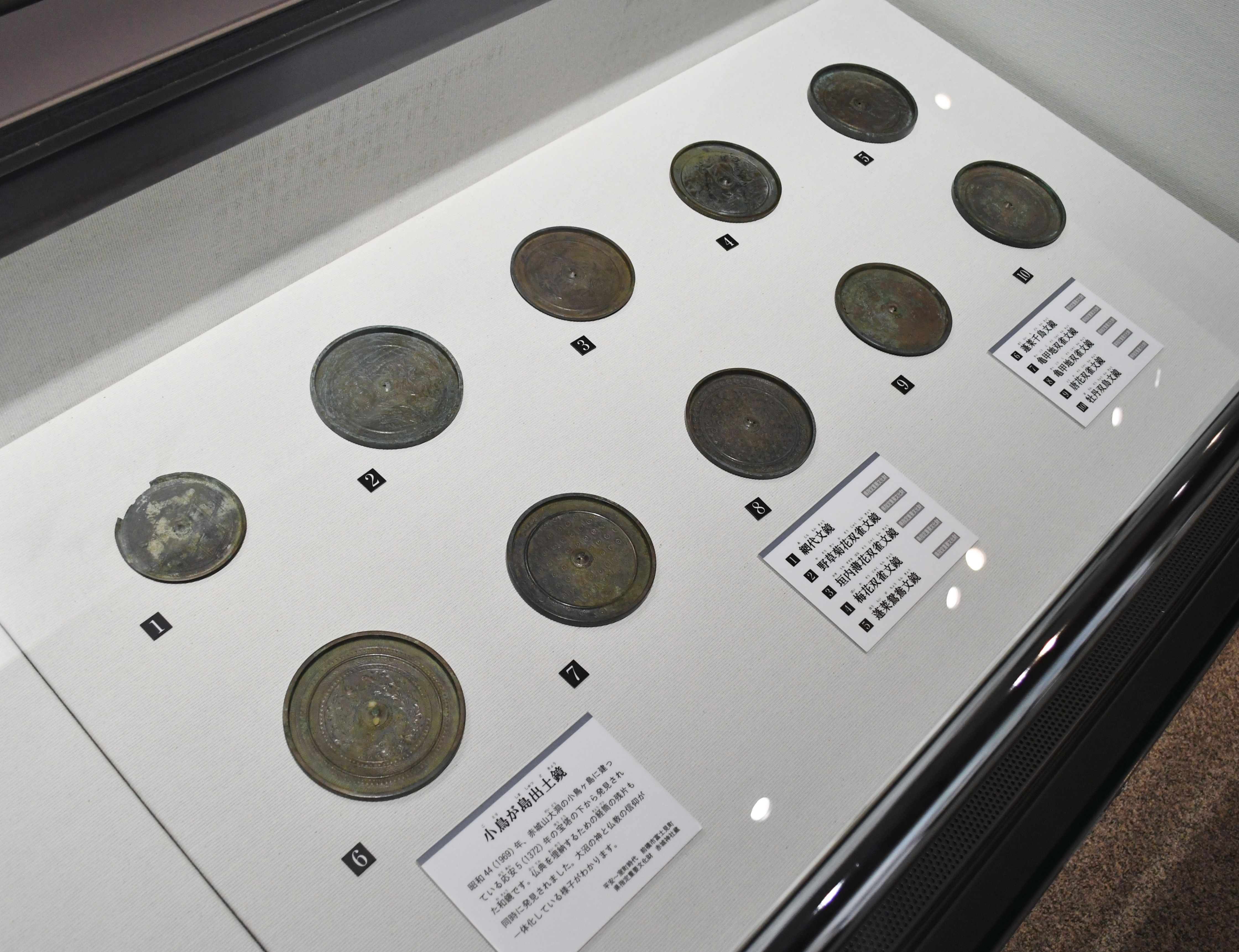
小鳥が島出土鏡群馬県立歴史博物館展示。

- 小鳥が島出土鏡（附 宝塔及び経筒残欠）（考古資料） - 群馬県立歴史博物館蔵。1977年（昭和52年）9月20日指定[16]。宝塔には応安5年（1372年）の銘があり、宝塔移設時にその下から経筒残欠、納鏡10面が出土した[5]。

## 現地情報
所在地
- 群馬県前橋市富士見町赤城山4-2

交通アクセス
- 前橋駅（JR東日本両毛線）から、関越交通バスで「あかぎ広場前」バス停下車 （乗車時間約1時間10分、下車後徒歩約5分）